# Copelatus chloroticus
Copelatus chloroticus är en skalbaggsart som beskrevs av Régimbart 1899. Copelatus chloroticus ingår i släktet Copelatus och familjen dykare. Inga underarter finns listade i Catalogue of Life.